# Finans- och Försäkringsbranschens arbetslöshetskassa
Finans- och Försäkringsbranschens Arbetslöshetskassa, är den arbetslöshetskassa som man kan gå med i om man jobbar i finanssektor, på t.ex. en bank eller ett försäkringsbolag. Finans- och Försäkringsbranschens Arbetslöshetskassa är en ekonomisk förening och därmed en egen juridisk person. Finans- och Försäkringsbranschens Arbetslöshetskassa är ingen myndighet men bedriver myndighetsutövning när beslut fattas i ersättningsärenden och i ärenden om in- och utträden. Finans- och Försäkringsbranschens Arbetslöshetskassas arbete granskas av tillsynsmyndigheten Inspektionen för arbetslöshetsförsäkringen, IAF .

## Uppgift
Finans- och Försäkringsbranschens Arbetslöshetskassas uppgift är att betala ut arbetslöshetsersättning till medlemmar vid arbetslöshet i enlighet med bestämmelserna i lag (1997:238) om arbetslöshetsförsäkring, ALF. Arbetslöshetsförsäkringen kompenserar för viss del av inkomstbortfallet vid arbetslöshet. Verksamheten bedrivs i enlighet med lag (1997:239) om arbetslöshetskassor, LAK och Finans- och Försäkringsbranschens Arbetslöshetskassas stadgar.

## Organisation
Finans- och Försäkringsbranschens Arbetslöshetskassa har kontor i Stockholm. Verksamheten leds av en kassaföreståndare som utses av styrelsen, som i sin tur väljs av arbetslöshetskassans föreningsstämma.
Organisationsnummer: 816400-5244

## Verksamhetsområde
Finans- och Försäkringsbranschens Arbetslöshetskassas verksamhetsområde är begränsat till de som jobbar::
- på ett försäkringsbolag
- som försäkringsförmedlare
- på bank

Finans- och Försäkringsbranschens Arbetslöshetskassas försäkrar både dig som anställd och som egen företagare.